# Eleccions al Dáil Éireann de 2020
Les eleccions generals irlandeses de 2020 se celebraren el 26 de febrer de 2020 per renovar els 159 dels 160 membres del Dáil Éireann, la cambra baixa del parlament de l'Oireachtas, el parlament de la República d'Irlanda. L'escó que no passarà per elecció serà el del president del parlament (en gaèlic irlandès: Ceann Comhairle), que en declarar la seva intenció de continuar al càrrec, serà reelegit automàticament.

## Sistema electoral
Els diputats s'escullen en 39 circumscripcions plurinominals, amb una magnitud d'entre 3 i 5 diputats per circumscripció. L'escó del president del parlament sortint (en gaèlic irlandès: Ceann Comhairle) no passa per elecció, excepte si aquest renuncia a continuar en la següent legislatura.
El sistema electoral irlandès es basa en el vot únic transferible (en anglès: single transferable vote), un sistema de representació proporcional que no està basat en llistes. El quocient electoral utilitzat és el de Droop. Per determinar les transferències per excés de vot, s'extreuen paperetes aleatòriament.
Els partits polítics presenten un nombre de candidats que s'ajusten a les expectatives que tenen. Persones sense afiliació política es poden presentar com a independents. L'ordre dels candidats a les paperetes se sorteja dies abans de l'elecció.
L'escrutini s'inicia l'endemà de les eleccions i totes les urnes d'una mateixa circumscripció són traslladades a un indret per escrutar-les de forma centralitzada.

## Resultats
| Partit            | Partit                             | Vots      | %     | +/-   | Escons | +/- |
| ----------------- | ---------------------------------- | --------- | ----- | ----- | ------ | --- |
|                   | Sinn Féin                          | 535.595   | 24,5  | +10,7 | 37     | +14 |
|                   | Fianna Fáil                        | 484.320   | 22,2  | –2,2  | 38     | –7  |
|                   | Fine Gael                          | 455.584   | 20,9  | –4,7  | 35     | –14 |
|                   | Partit Verd                        | 155.700   | 7,1   | +4,4  | 12     | +10 |
|                   | Partit Laborista                   | 95.588    | 4,4   | –2,2  | 6      | –1  |
|                   | Socialdemòcrates                   | 63.404    | 2,9   | –0,1  | 6      | +3  |
|                   | Solidaritat-PBP                    | 57.420    | 2,6   | –1,3  | 5      | –1  |
|                   | Aontú                              | 41.614    | 1,9   | Nou   | 1      | Nou |
|                   | Independents pel Canvi             | 8.421     | 0,4   | –1,1  | 1      | –3  |
|                   | Partit Irlandès de la Llibertat    | 5.495     | 0,3   | Nou   | 0      | Nou |
|                   | Renua                              | 5.473     | 0,3   | –1,9  | 0      | ±0  |
|                   | Partit Nacional                    | 4.773     | 0,2   | Nou   | 0      | Nou |
|                   | Partit Democràtic Irlandès         | 2.611     | 0,1   | Nou   | 0      | Nou |
|                   | Partit dels Treballadors d'Irlanda | 1.195     | 0,1   | –0,1  | 0      | ±0  |
|                   | Poble Unit                         | 43        | 0,0   | Nou   | 0      | Nou |
|                   | Candidats independents             | 266.529   | 12,2  | –3,5  | 19     | ±0  |
| Vots nuls         | Vots nuls                          | 17.703    | –     | –     | –      | –   |
| Total             | Total                              | 2.201.192 | 100,0 | –     | 160    | +2  |
| Cens/participació | Cens/participació                  | 3,498,526 | 62,9  | –     | –      | –   |

## Conseqüències
Els republicans de Sinn Féin van ser la força més votada a la República d'Irlanda en les eleccions, encara que no van poder governar, i a les eleccions generals d'Irlanda del Nord de 2022 amb el 29% dels vots en primera opció i 27 diputats es convertiren en el partit més votat per primer cop en 101 anys.
Micheál Martin del Fianna Fáil va ser nomenat Taoiseach amb un govern de coalició entre el Fine Gael, Fianna Fáil i el Partit Verd amb Leo Varadkar com a Tánaiste, intercanviant-se els papers el 2022.